# إيريك داير
إيريك جيريمي أدغار داير (بالإنجليزية: Eric Dier) (مواليد 15 يناير 1994) هو لاعب كرة قدم إنجليزي يلعب في مركز قلب الدفاع مع نادي موناكو في الدوري الفرنسي والمنتخب الإنجليزي.

## روابط خارجية
- إيريك داير على موقع الاتحاد الدولي (مؤرشف)  (الإنجليزية)
- إيريك داير على موقع الاتحاد الأوربي (الإنجليزية)
- إيريك داير على موقع قاعدة بيانات كرة القدم.إي يو (الإنجليزية)
- إيريك داير على موقع ليكيب (الفرنسية)
- إيريك داير على موقع ناشيونال فوتبول تيمز (الإنجليزية)
- إيريك داير على موقع Soccerbase.com (لاعب) (الإنجليزية)
- إيريك داير على موقع Soccerway.com (الإنجليزية)
- إيريك داير على موقع عالم كرة القدم.نت (الإنجليزية)
- إيريك داير على موقع AS.com (الإسبانية)